# Phaonia sternalis
Phaonia sternalis este o specie de muște din genul Phaonia, familia Muscidae, descrisă de Zinovjev în anul 1987. Conform Catalogue of Life specia Phaonia sternalis nu are subspecii cunoscute.